# 奮龍 (ミサイル)
奮龍（ふんりゅう）は、1944年（昭和19年）から1945年（昭和20年）にかけて、大日本帝国海軍が開発していた地対空ミサイルである。

## 開発
1944年（昭和19年）初め、高度10,000 mを飛行可能なアメリカのB-29に対抗するために、海軍艦政本部第四部（造船部、船体設計担当）の吉田技術少佐が発案した。7月2日に、第四部首脳陣に対する「自動追尾噴進弾」の説明会が行われた。第一部（砲、火薬担当）の協力を得ることは困難だったため、第四部は艦政本部の研究機関である海軍技術研究所に吉田少佐が通う許可を与え、本格的に開発が始まった。
わずか10ヵ月後の1945年（昭和20年）4月25日には、高松宮宣仁親王臨席の元、浅間山で特型噴進弾二型の最初の発射実験が行われた。この時は無誘導で発射され、飛行特性が調べられた。2回目以降は無線操縦装置を備えて実施され、二型は、目視による無線操縦により左右旋回を繰り返した後に目標地点に20ｍ離れた場所に着弾し、命中しなかったものの2回目の試験は成功と看做された。その後、十数基の試作弾が試験され、6月中旬には宣仁親王の裁可によって、特型噴進弾四型に「奮龍」の愛称が付けられた。7月の試験でも無線操縦に沿って良好な機動性を示したが、速度が遅く左右へ振動する欠点が指摘された。四型は伊豆半島の施設で三菱と空技廠の技術者によって設計され、より先進的な誘導装置を備え、ロケットエンジンは、長崎兵器製作所で桜花に搭載する予定で開発されて不採用となった液体燃料ロケットエンジン「特呂二号原動機」を流用し、燃焼室を改良することで実用化の目途をつけた。他の部品の完成を待って、8月16日に四型の最初の発射実験（エンジンの地上試験という説もある）が計画されたが、8月15日の終戦までに液体ロケットエンジンは組み立て場に届かず、試作は中止。一切の資料は焼却処分された。

## 設計
誘導装置の予備実験として「特型噴進弾二型」（奮龍二型）を製作し、本命の「特型噴進弾四型」（奮龍四型）を実用化する予定であった。
二型と四型の誘導装置の研究開発には、「テレビの父」高柳健次郎と、日本放送協会が関わっている。この時のVHFによる誘導ビーコン送受信技術が、後のテレビジョン実用化へと繋がっている。また、後に日本電子を設立する風戸健二達も開発に参加していた。

### 奮龍一型
地対艦誘導弾の「特型噴進弾一型」(奮龍一型)が計画され、誘導装置は手動指令照準線一致誘導方式だった。弾頭は882 lb (400 kg)で一式陸上攻撃機からの投下試験が実施された。

### 奮龍二型
「特型噴進弾二型」(奮龍二型)はダブルベース火薬の固体燃料ロケットで、全長2.4 m、本体直径30 cm、全重量370 kg、最高速度525 mph (845 km/h)、到達高度は5,000 mであった。風洞実験の結果、選定された機体形状は円筒で中央にエレボンを備えた4枚の木製の主翼があり、後部にも4枚の安定翼を備える。80°の角度で発射され、エンジンの推力は240 kgf (2.4 kN)で3.5秒間作動する。誘導装置は、弾頭の後部にジャイロスコープ2基とサーボ機構を搭載し、サーボモータに連動する十字翼で飛行中の誤差を自動修正するようになっていた。

### 奮龍三型
「特型噴進弾三型」(奮龍三型)は二型を基に液体燃料ロケットエンジンを備えた対空誘導弾で構想のみで実機は製造されなかった。

### 奮龍四型
「特型噴進弾四型」(奮龍四型)は80%過酸化水素と80%水化ヒドラジンとメタノールを推進剤に用いる推力1,500 kgf (15 kN)で120秒間作動する特呂二号原動機を備える液体燃料ロケットで全長4.0 m、本体直径61 cm、全重量1900 kg、最高速度1,099 km/h、到達高度は15,000 mであった。四型では誘導装置としてビームライディングの一種であるTVM式誘導装置が搭載され、1,000 MHz帯の5チャンネルが使用され、4チャンネルはピッチ軸とロール軸の制御で第5チャンネルは指令爆破用だった。四型も二型と同様に弾頭の後部にジャイロスコープ2基とサーボ機構を搭載した。エレボンを備えた2枚の主翼と2枚の安定翼はサーボモータに連動して飛行中の誤差を自動修正するようになっていた。エンジンの推力が計算上不足していたので45°の角度で発射され、空気力学的な効果で揚力を発生するようになっていた。

## 仕様
| 型式              | 奮龍二型          | 奮龍四型                                   |
| ----------------- | ----------------- | ------------------------------------------ |
| 全高              | 2.4 m             | 4.0 m                                      |
| 直径              | 0.3 m             | 0.6 m                                      |
| 重量              | 370 kg            | 1900 kg                                    |
| 推進剤            | ダブルベース火薬  | 80%過酸化水素 80%水化ヒドラジン メタノール |
| 最大速度          | 240m/秒           | 305m/秒                                    |
| エンジン          | 固体燃料ロケット  | 特呂二号原動機                             |
| 推力              | 2,400 kgf (24 kN) | 1,500 kgf (15 kN)                          |
| エンジン 作動時間 | 3.5秒             | 120秒                                      |
| 到達高度          | 5,000 m           | 15,000 m                                   |
| 射程              | ?                 | 30,000 m                                   |
| 弾頭              | 50kg              | 200 kg                                     |